# 艾达蒙
艾达蒙（英语：Aydamun，也被写成Aidamoun和Aaidamoun），是黎巴嫩的一个村庄。

## 位置
艾达蒙位于阿卡縣，距离科瓦赫拉约15分钟车程，距首都贝鲁特3小时车程。

## 人口
艾达蒙的人口大约3000人，其中75%是逊尼派土耳其人，剩下的是基督徒（80%是希腊东正教，20%是馬龍尼人）。该村由于土耳其人数较多，因此获得土耳其的发展援助和资助，不过艾达蒙与土耳其的联系不如附近土耳其人聚居的科瓦赫拉那么紧密。1966年，该村人口约300人，以当地妇女生产的阿克卡地毯而闻名。
艾达蒙村民们普遍支持未来运动党。